# Jaroslav Švec
Jaroslav Švec, (* 5. února 1977) je bývalý český zápasník–judista. V české seniorské reprezentaci působil v letech 1997-2004 v polostřední váze do 81 kg. V roce 2000 a v roce 2004 se neúspěšně pokoušel kvalifikovat na letní olympijské hry. Jeho největším mezinárodním úspěchem v judu jsou dvě bronzové medaile z Akademického mistrovství světa v roce 1998 a z Letní univerziády v Pekingu v roce 2001. Třikrát startoval na seniorském mistrovství Evropy, nakonec bez umístění. Po skončení sportovní kariéry v roce 2004 se věnuje trenérské práci. Působí v Brně jako trenér Sportovního centra mládeže (SCM). Byl u začátku sportovní kariéry Lukáše Krpálka.

## Výsledky
| Turnaj             | 1996             | 1997             | 1998             | 1999             | 2000             | 2001             |
| Turnaj             | 19               | 20               | 21               | 22               | 23               | 24               |
| Turnaj             | polostřední váha | polostřední váha | polostřední váha | polostřední váha | polostřední váha | polostřední váha |
| ------------------ | ---------------- | ---------------- | ---------------- | ---------------- | ---------------- | ---------------- |
| Mistrovství Evropy | —                | —                | —                | úč.              | úč.              | úč.              |
| ME juniorů         | úč.              | úč.              |                  |                  |                  |                  |